# Vigilie pascală
Vigilia pascală, descrisă ca o „priveghere în cinstea domnului” (cf. Cărții Exodului 12,42), se celebrează în tradiția romano-catolică în noaptea dinaintea duminicii Paștelui, duminică care deschide ciclul octavei pascale. Vigilia pascală face parte din Triduumul Pascal și cuprinde patru părți: lucernarium sau ceremonia luminii, liturgia cuvântului, liturgia Botezului și liturgia euharistică.
Cuvântul „vigilie” provine din limba latină și se traduce: veghe, strajă, santinelă. La romani, în antichitate, reprezenta fiecare dintre cele patru diviziuni egale în care era împărțită noaptea, în funcție de schimbarea străjilor, intervalul de timp cât făcea de gardă o strajă.